# Radijska postaja suvremenih hitova
Radijska postaja suvremenih hitova (eng. Contemporary hit radio, CHR, contemporary hits, hit list, current hits, hit music, top 40 ili samo pop radio), radijski format (programska shema) uobičajen u SAD, Brazilu, Ujedinjenome Kraljevstvu, Irskoj, Kanadi, Novome Zelandu, Australiji, Singapuru, Trinidadu i Tobagu, Južnoj Africi i Filipinima. Programska shema usredotočena je na sviranje tekuće i retekuće popularne glazbe određene najpopularnijih 40 nan glazbenim ljestvicama. Nekoliko je potkategorija, uglavnom fokusiranih na rock glazbu, pop glazbu ili urbanu glazbu. Kad se piše CHR, najčešće se to odnosi na format CHR-pop. Engleski izraz contemporary hit radio skovan je ranih 1980-ih u glazbenom časopisu Radio & Records radi označavanja radijskih postaja glazbe "top 40" koje su svirale hitove svih glazbenih žanrova kako se pop glazbe razdvojila na adult contemporary music, urban contemporary i ostale formate. 
Izraz "top 40" također se rabi kad se njime označava aktualna lista hitova, i u širem smislu, odnosi se na pop glazbu općenito. Izraz je također bio preinačen za opisati radijske formate top 50; top 30; top 20; top 10; hot 100 (svaki s isto toliko pjesama) i hot hits, ali noseći više ili manje isto značenje i istu kreativnu točku nastanka koju su dobro razradili Todd Storz te dalje rafinirali Gordon McLendon i Bill Drake.  Format je osobito postao popularan 1960-ih kad su radijske postaje pritisnule disk jockeye uoči skandala payole.